# West Islip
West Islip är en så kallad census-designated place i kommunen Islip i Suffolk County i delstaten New York på Long Islands sydkust. Vid 2010 års folkräkning hade West Islip 28 335 invånare.

## Kända personer från West Islip
- Matt Anderson, ishockeyspelare
- Thomas Bohrer, roddare
- Mike Komisarek, ishockeyspelare